# Cavendishia viridiflora
Cavendishia viridiflora là một loài thực vật có hoa trong họ Thạch nam. Loài này được Luteyn & Dames e Sylva mô tả khoa học đầu tiên năm 1999.